# Tomás de la Peña Saravia
Tomás de la Peña Saravia   (Brizuela, 1743 - Ciutat de Mèxic, 1806) fou un missioner espanyol.
El 1762 entrà a l'Orde dels Germans Menors de Santander i el 1769 va partir cap a les missions d'Amèrica. El 1771 fou destinat a la missió de Nuestra Señora de Loreto Conchó, a les Califòrnies. D'allà passà les missions de San José de Comodú (1772) i Sant Diego. El 1773 acompanyà a Francesc Palou a la missió de San Luis Obispo.
El 1774 participà en l'exploració de les illes de la Reina Carlota a bord del vaixell Santiago, sota el comandament de Joan Perés, on, junt a Joan Crespí, exercí de capellà. Va recollir les seves experiències en aquest viatge en un llibre, publicat el 1891 per la Southern California Historical Society. Posteriorment va exercir en diferents missions de les Califòrnies: San Carlos Borromeo de Carmelo, San Francisco de Asís i Santa Clara de Asís. Va romandre en aquesta darrera missió fins al 1794, quan s'hagué de retirar al Col·legi San Francisco de Ciutat de Mèxic per problemes de salut.